# Cabela's Dangerous Hunts 2
Cabela's Dangerous Hunts 2 es un videojuego del género de caza creado en 2005 por Sand Grain Studios.
Este juego es una secuela de Cabela's Dangerous Hunts creado en el 2003. Este juego posee impresionantes gráficos, y apasionantes aventuras por todo el mundo, este juego solo posee el modo aventura y no otro. 

## Animales del juego

### Europa
- Ciervo rojo
- Bisonte europeo
- Lobo
- Jabalí
- Gamo
- Oso pardo

### Norteamérica
- Puma
- Ciervo de cola blanca
- Oso grizzly
- Lobo gris
- Jabalí norteamericano
- Oso negro americano
- Oso Kodiak
- Castor
- Marmota
- Coyote
- Alce
- Caribú
- Oso polar
- Lobo ártico

### África
- Hiena manchada
- Cocodrilo del Nilo
- Leopardo africano
- León africano
- Hipopótamo
- Elefante africano
- Impala
- Gacela
- Búfalo africano
- Rinoceronte negro
- Licaón
- Kudú

### Asia
- Rinoceronte indio
- Cobra real
- Tigre de Bengala
- Oso negro asiático
- Elefante asiático
- Tigre blanco
- Jabalí
- Tigre siberiano
- Yeti
- Pavo real

### Australia
- Toro estepario
- Cocodrilo australiano
- Dingo
- Ciervo axis
- Canguro rojo

### Sudamérica
- Puma chileno
- Jabalí sudamericano
- Jaguar
- Anaconda
- Vizcacha

- Datos: Q5015333